# ドミトリ・タラソフ (サッカー選手)
ドミトリー・アレクセーエヴィチ・タラーソフ（ロシア語: Дмитрий Алексеевич Тарасов, ラテン文字転写: Dmitri Alekseyevich Tarasov, 1987年3月18日 - ）は、ソビエト連邦（現ロシア）・モスクワ出身の元ロシア代表サッカー選手。現役時代のポジションはMF、DF（守備的ミッドフィールダー、センターバック）。

## クラブ歴
FCスパルタク・モスクワのアカデミー出身の元ロシアU-21代表の守備的MF。
2009年2月2日、2年半所属していたFCトム・トムスクとの契約が満了し、FCモスクワへ移籍。
2009年12月28日、FCロコモティフ・モスクワへ移籍。
2020年2月18日、FCルビン・カザンに加入した。レオニード・スルツキー監督の下でスタメン出場は2試合に止まり、同年末に契約満了を迎えクラブを退団した。

## 代表歴
2009年10月、2010 FIFAワールドカップ予選のアゼルバイジャン戦で、オレグ・クズミンとともに追加招集ながらもA代表初招集。その後も何度か招集されるも出場機会に恵まれなかったが、初招集から約4年後となる2013年11月15日のセルビア戦でA代表デビューを飾った。4日後の韓国との親善試合で代表初得点を挙げた。

## 人物
2016年2月16日に行われたUEFAヨーロッパリーグ決勝トーナメント1回戦1stレグ・フェネルバフチェSK戦後、母国ロシアのウラジーミル・プーチン大統領の軍服姿がプリントされたTシャツをアウェーの地で着用する。これに対し自身が所属するFCロコモティフ・モスクワ及びUEFAにより、政治的メッセージを掲示したとして罰金処分が科された。

## 個人成績
| クラブ                 | ディヴィジョン | シーズン | リーグ | リーグ | カップ | カップ | 欧州カップ戦 | 欧州カップ戦 | Total | Total |
| クラブ                 | ディヴィジョン | シーズン | 試合   | 得点   | 試合   | 得点   | 試合         | 得点         | 試合  | 得点  |
| ---------------------- | -------------- | -------- | ------ | ------ | ------ | ------ | ------------ | ------------ | ----- | ----- |
| トム・トムスク         | プレミア       | 2006     | 4      | 0      | -      | -      | -            | -            | 4     | 0     |
| トム・トムスク         | プレミア       | 2007     | 24     | 1      | 3      | 1      | -            | -            | 27    | 2     |
| トム・トムスク         | プレミア       | 2008     | 26     | 1      | 5      | 1      | -            | -            | 31    | 2     |
| トム・トムスク         | Total          | Total    | 54     | 2      | 8      | 2      | 0            | 0            | 62    | 4     |
| FCモスクワ             | プレミア       | 2009     | 25     | 2      | 5      | 2      | -            | -            | 30    | 4     |
| FCモスクワ             | Total          | Total    | 25     | 2      | 5      | 2      | 0            | 0            | 30    | 4     |
| ロコモティフ・モスクワ | プレミア       | 2010     | 26     | 1      | 0      | 0      | 2            | 0            | 28    | 1     |
| ロコモティフ・モスクワ | プレミア       | 2011-12  | 9      | 1      | 1      | 0      | 4            | 0            | 14    | 1     |
| ロコモティフ・モスクワ | プレミア       | 2012-13  | 12     | 1      | 1      | 0      | -            | -            | 13    | 1     |
| ロコモティフ・モスクワ | Total          | Total    | 47     | 3      | 2      | 0      | 6            | 0            | 55    | 3     |
| 通算                   | 通算           | 通算     | 126    | 7      | 15     | 4      | 6            | 0            | 147   | 11    |

## タイトル
ロコモティフ・モスクワ
- ロシアサッカー・プレミアリーグ : 2017-18
- ロシア・カップ : 2014-15, 2016-17, 2018-19